# Ângela Corvelo

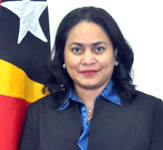
Ângela Corvelo

Ângela Maria Corvelo de Andrade Sarmento (* 14. Dezember 1970 in Dili, Portugiesisch-Timor) ist eine Politikerin aus Osttimor. Sie ist Mitglied der Partei Congresso Nacional da Reconstrução Timorense (CNRT).
Corvelo hat ein Diplom in Polytechnik und Elektrotechnik von 1993 und einen Abschluss in Öffentlicher Verwaltung, das sie zwischen 1999 und 2003 erwarb. Später war sie Beraterin für Fragen der Zivilgesellschaft im Kabinett des Premierministers und im November 2010 Beobachterin der Wahlen im australischen Bundesstaat Victoria. Von 2012 bis 2017 war Corvelo Abgeordnete im Nationalparlament Osttimors und stellvertretende Sekretärin des Parlamentspräsidiums. Zudem war sie Mitglied in der Kommission für Außenangelegenheiten, Verteidigung und Nationale Sicherheit. Bei den Parlamentswahlen in Osttimor 2017 und Parlamentswahlen in Osttimor 2018 wurde sie nicht mehr auf der Kandidatenliste des CNRT aufgestellt.
Bei den Parlamentswahlen 2023 trat Corvelo auf Listenplatz 36 des CNRT an, die Partei erhielt aber nur 31 Sitze. Nach der Vereidigung der neuen Regierung hätte sie gemäß der Listenfolge in das Parlament nachrücken können, was aber nicht geschah. Erst mit Ausscheiden von Veneranda Lemos Martins rückte Corvelo am 19. März 2024 nach.